# Wieża ciśnień w Bytomiu
Wodociągowa wieża ciśnień w Bytomiu – komunalna wieża ciśnień z 1935 roku  w Bytomiu, wpisana do rejestru zabytków nieruchomych województwa śląskiego.

## Historia

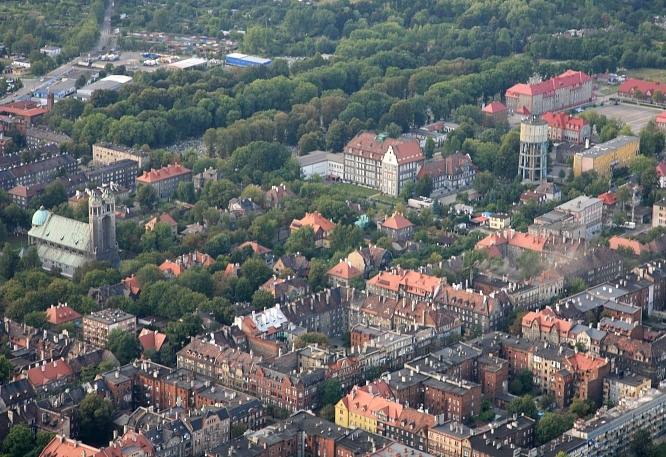
Śródmieście Bytomia z lotu ptaka, wieża ciśnień widoczna po prawej

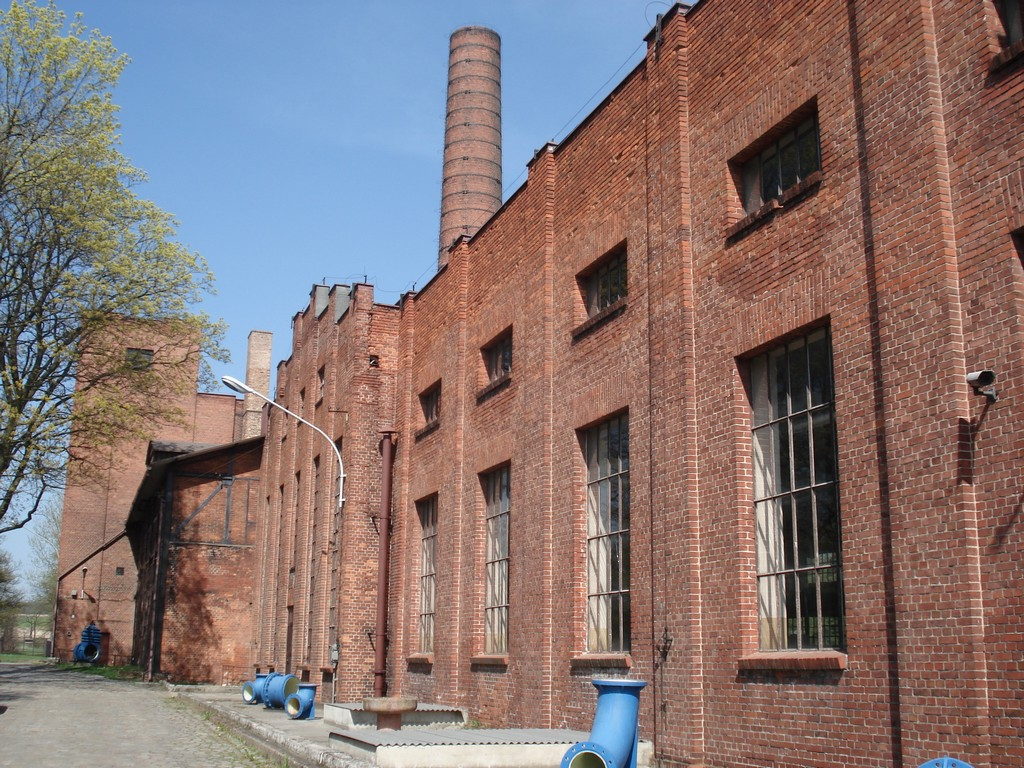
Zabudowania stacji wodociągowej Zawada w Karchowicach, która dostarczała wodę do wieży, fot. 2009 r.

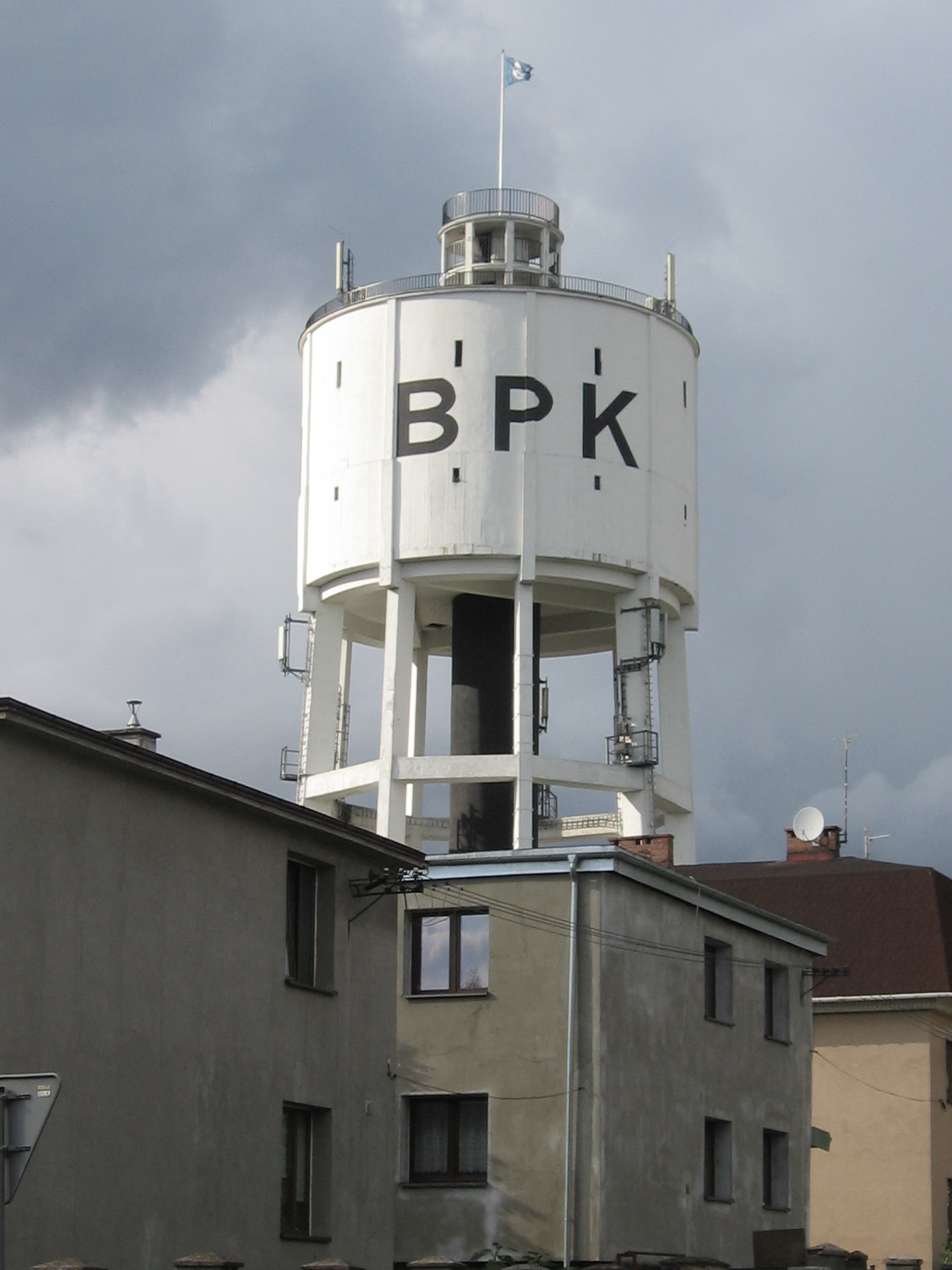
Wieża ciśnień ponad zabudowaniami wzdłuż ulicy Oświęcimskiej w 2017 roku

Miasto Bytom od 1897 roku zaopatrywano w wodę z wykorzystaniem wieży ciśnień powstałej w tymże roku, położonej na południe od Dąbrówki Wielkiej , do której dostarczano wodę z ujęcia dawnej kopalni galmanu Rozalia w Dąbrówce Wielkiej. Z powodu słabnącej wydajności wypływu wód dołowych zaprzestano poboru wody z Rozalii w 1917 roku, a sama wieża po 1922 roku znalazła się po stronie polskiej. Na mocy konwencji genewskiej co prawda Bytom mógł korzystać z polskiego ujęcia wody do 1937 roku, ale infrastruktura przecinała granicę w kilkunastu punktach, co mogło powodować trudności natury gospodarczej. Należało więc podjąć działania zmierzające do przyszłego usamodzielnienia się miasta w zakresie zaopatrzenia w wodę (po inwestycjach w infrastrukturę wodociągową, w 1937 roku i tak 65% bytomskiej wody użytkowej pochodziło z głębinowego ujęcia z Karchowic, reszta była dostarczana z szybu kopalni węgla kamiennego Kartsen-Zentrum ). Dlatego od 1 stycznia 1926 roku przyłączono Bytom do stacji wodociągowej Zawada w Karchowicach, zarządzanej wówczas przez Wasserwerk Deutsch-Oberschlesien G.m.b.H. , która znajdowała się po stronie niemieckiej i leżała na terenie nieobjętym eksploatacją górniczą. 
Kolejną decyzją, podjętą z uwagi na niezależność gospodarki wodnej Bytomia od Polski, był plan wzniesienia nowej wieży ciśnień na terenie Bytomia . Pod budowę wybrano parcelę znajdującą się na wysokości około 292,5 m n.p.m., w jednym z najwyższych punktów miasta . Pierwotny projekt wieży, sporządzony w październiku 1931 roku przez firmę Beton- und Monierbau AG z Zabrza, został uproszczony . Projekt zrealizowany opracował inż. Wieczorek  z firmy Kaller & Stachnik, która zajęła się późniejszą budową obiektu, która rozpoczęła się 18 czerwca 1934 roku i trwała do 1935 roku. Do budowy, kosztującej łącznie 117 903 marki wykorzystano głównie: cement portlandzki, żwir odrzański oraz żelazo zbrojeniowe wyprodukowane przez Hutę Donnersmarcka w Zabrzu. Budynek oddano do użytku 1 lutego 1936 roku i podłączono do wodociągu ze wspomnianej stacji Zawada . Jego zadaniami było wyrównywanie ciśnienia wody w miejskiej instalacji oraz utrzymywanie rezerwy wody w razie zwiększonego zapotrzebowania na nią.
Wieża, należąca do Bytomskiego Przedsiębiorstwa Komunalnego, jest obecnie opróżniona, została wyłączona z eksploatacji wodociągowej w latach 70. XX wieku . W styczniu 2013 roku Powiatowy Inspektor Nadzoru Budowlanego w Bytomiu nakazał rozbiórkę wieży, co jednak nie doszło do skutku . Wieża, po stwierdzeniu licznych uszkodzeń zarówno samego betonu, jak i korozji elementów stalowych, została poddana renowacji i malowaniu w 2015 roku . Stanowi konstrukcję wsporczą dla anten telekomunikacyjnych.

## Architektura

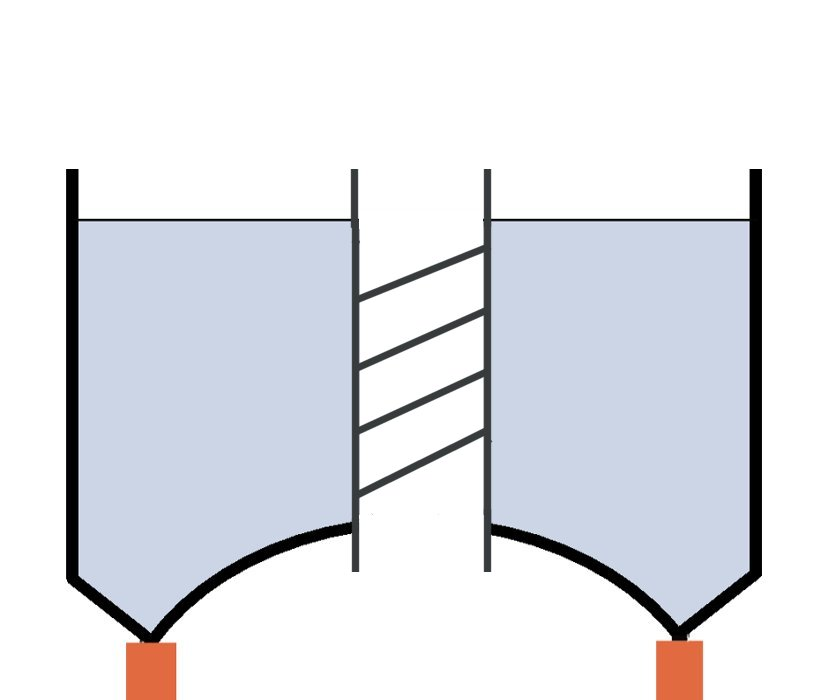
Schemat przekroju zbiornika typu Intze z wewnętrzną rurą, do którego kształtem nawiązuje zbiornik bytomskiej wieży

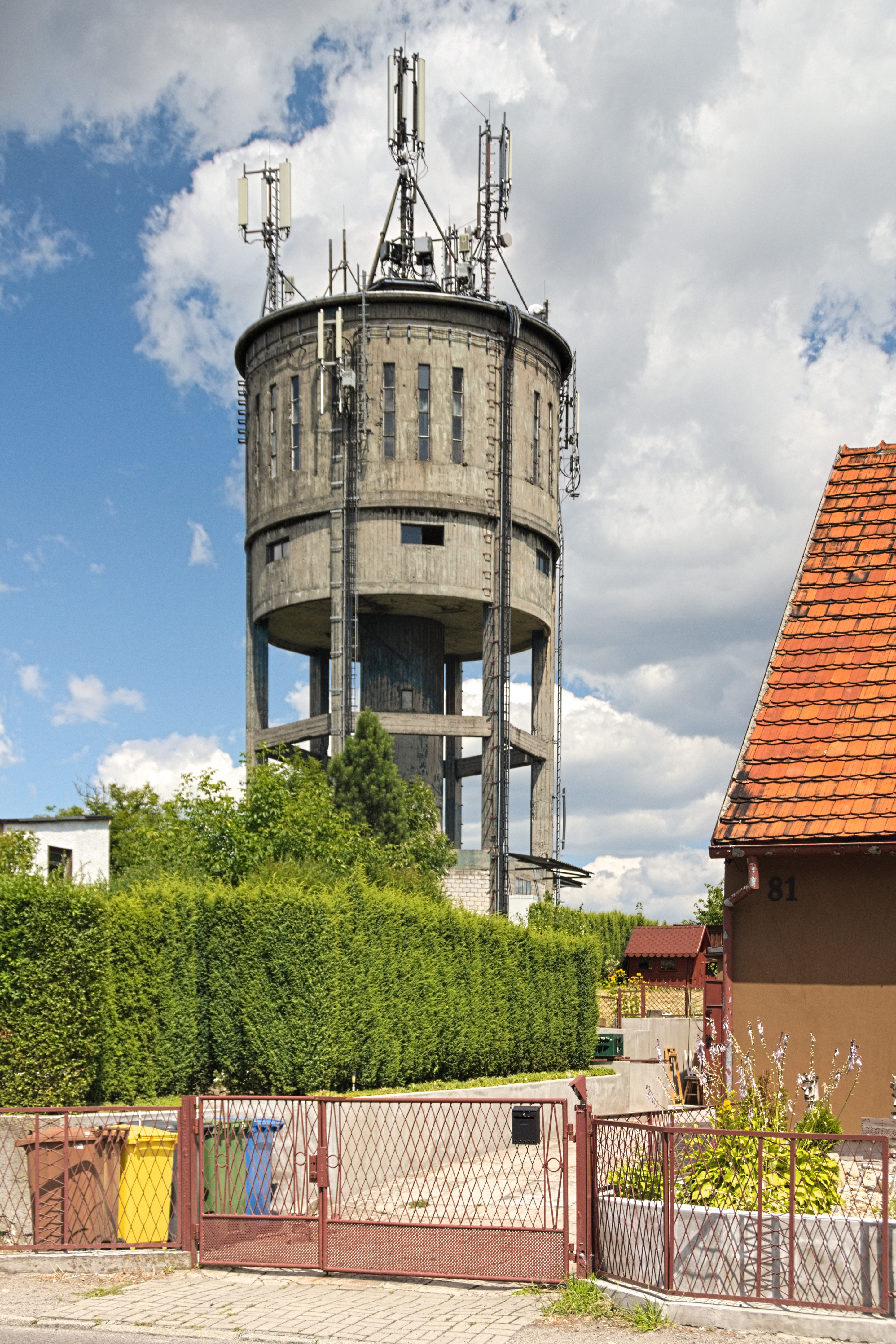
Wieża wodna w Stolarzowicach (2019)

Żelbetowa  monolityczna wieża w stylu funkcjonalizmu  o wysokości 44,30 m stanowi nośnik walcowego zbiornika wody o pojemności 1000 m³, średnicy 14 m i wysokości 8,05 m, wspartego na lekko pochylonych słupach, rozmieszczonych współśrodkowo na siatce dziewięciokąta, wpisanego w okrąg o średnicy 16,08 m, całość waży około 3000 ton.
Wieża została wzniesiona na trzech stopach fundamentowych głębokich na 2,25 m, w układzie wierzchołków trójkąta równobocznego. Zaprojektowano je tak, aby zminimalizować skutki ewentualnych szkód górniczych mogących zagrażać budowli. Na tychże stopach, za pośrednictwem łożysk sferycznych, oparto belkę obwodową o rzucie dziewięciokąta . Belka została spięta trzema żelbetowymi ściągami ponad łożyskami (rozwiązania takie zastosowano ze względu na możliwe niepożądane skutki eksploatacji górniczej na terenie, w którym postawiono wieżę ). Od belki odchodzą słupy usztywnione obwodowymi ryglami, zostały one zakończone pierścieniem o średnicy 14 m i trójkątnie użebrowaną żelbetową płytą. W osi wieży umieszczono murowany trzon komunikacyjno-technologiczny, oparty o niezależny kołowy fundament, znajdują się w nim przewody instalacji wodociągowej oraz żelbetowe schody do poziomu płyty pod zbiornikiem, powyżej niego – stalowe. Na pierścieniu został posadowiony żelbetowy zbiornik kształtem zbliżony do typu Intze. W zbiorniku wbudowano rurę komunikacyjną z niezależną konstrukcyjnie klatką schodową, która łączy się z kopułą przekrycia zbiornika. Kopuła jest oparta na żelbetowej ścianie, którą wzmocniono lizenami, co podkreśla wertykalizm budowli . Na szczycie kopuły znajduje się murowana latarnia o dwóch poziomach, zakończona stalowym masztem flagowym. Na górną platformę (nieudostępniony punkt widokowy) prowadzi drabinka. Dach został pokryty papą. Żelbetowa konstrukcja wieży były nieotynkowana (poza zewnętrznymi ścianami klatki schodowej), pokryta jedynie mlekiem cementowym
Obok wieży wzniesiono warsztat naprawczy, w którym znajdował się także punkt legalizacji wodomierzy.
Zbliżoną konstrukcyjnie (stanowiącą niejako miniaturową kopię bytomskiej) funkcjonalistyczną wieżę ciśnień wzniesiono również w 1935 roku w podbytomskich Stolarzowicach .